# Здание лабораторий Белла
Здание лабораторий Белла (англ. Bell Laboratories Building) — это комплекс из 13 зданий, расположенный по адресу 463 West Street в квартале между Вест-стрит, Вашингтон-стрит, Бэнк-стрит (Bank Street) и Бетьюн-стрит (Bethune Street) в Манхэттене, штат Нью-Йорк, США. Первоначально с 1898 по 1966 год здесь располагалась компания Bell Telephone Laboratories. Здание было крупнейшим промышленным исследовательским центром США. Здание внесено в Национальный реестр исторических мест и обозначено как национальный исторический памятник США под названием Bell Telephone Laboratories.
В этом здании были разработаны многие ранние технологические новшества — автоматическая телефонная станция, координатные АТС, звуковой кинематограф (1923 г.), черно-белое и цветное телевидение, видеотелефоны, радар, вакуумная лампа, медицинское оборудование, система записи фонографа. Здесь состоялись первые коммерческие трансляции, включая первую трансляцию бейсбольного матча и концерта Нью-Йоркской филармонии под управлением Артуро Тосканини. Здание служило штаб-квартирой компании с 1925 до начала 1960-х годов, после чего штаб-квартира переехала в Мюррей-Хилл, штат Нью-Джерси.

В этом комплексе также располагалась часть помещений Манхэттенского проекта во время Второй мировой войны.

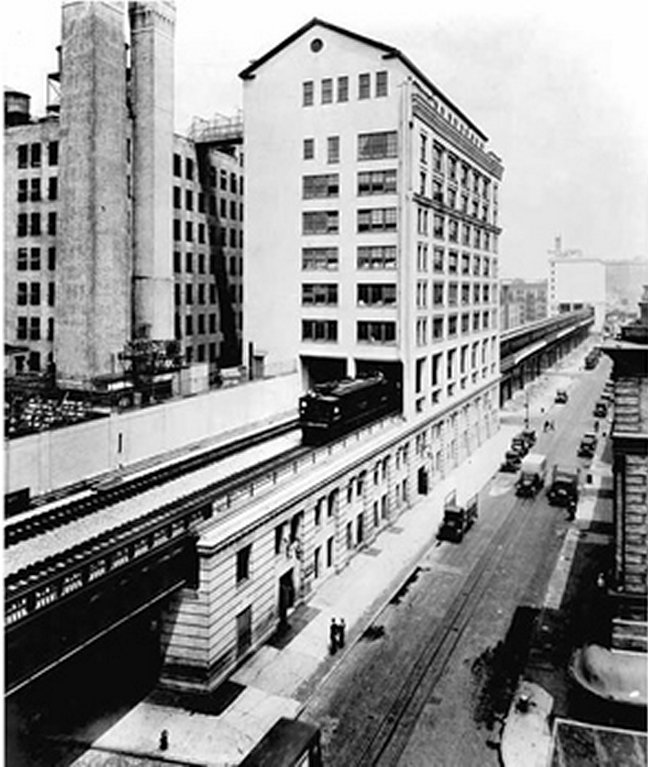
Здание Bell Laboratories в 1936 году

После двух лет реконструкции Ричардом Мейером здание было вновь открыто в 1970 году как Сообщество художников Вестбета (Westbeth Artists Community) и оказывало помощь нуждающимся деятелям искусств. Помимо доступного жилья для работников искусств, в комплексе есть театр, художественная галерея и синагога.
В 1975 году комплекс был объявлен национальным историческим памятником. Вторично он был внесен в Национальный реестр в 2009 году как успешный пример творческого восстановления и нового использования устаревшего помещения.
Южный участок виадука железной дороги Вестсайдской линии проходил под зданием на уровне первого этажа. Он остался на месте, но в настоящее время изолирован от остальной части бывшего железнодорожного виадука, который стал надземным парком Хай-Лайн.